# Anxhela Peristeri
Anxhela Peristeri (på grekiska: Άντζελα Περιστέρη, Antzela Peristeri), född den 24 mars 1986 i Korça i Albanien, är en albansk sångerska, låtskrivare och modell som varit bosatt i Aten i Grekland. Peristeri stod som vinnare av Kënga Magjike 2017 med låten "I çmëndur". Hon har även representerat Albanien i semifinalen till Eurovision Song Contest 2021 i Rotterdam där hon avancerade till finalen den 22 maj 2021.
Peristeri inledde sin karriär 2004 med låten "Ishë mbret" som spelades in i Tirana. Samma år släppte hon sitt debutalbum med titeln Për ju. Hon deltog i Kënga Magjike 2005 med låten "Sonte dridhuni". Efter flera års uppehåll gjorde hon 2014 comeback med singeln "Femër mediatikë" som skrevs av Rozana Radi. 
2014 deltog hon i Kënga Magjike 2014 med låten "Ai po ikën" och slutade på 22:a plats i finalen (av 45 deltagare).
I februari 2015 släppte hon tillsammans med sångaren Marcus Marchado låten "Bye Bye" som snabbt blev en stor hit. Efter ett halvår hade den nått över 3 miljoner visningar på Youtube. Låten skrev Peristeri själv medan musiken komponerades av Gramoz Kozeli. I maj 2015 medverkade hon i låten "Ska si në" tillsammans med Blerina Braka, Erik Lloshi och Aurel Thëllimi. Hennes tredje singel för året släppte hon i juli 2015 med titeln "Ta kam dhon" och i oktober släppte hon låten "Si po jetoj".
Peristeri har även deltagit i grekiska X Factor.

## Diskografi

### Studioalbum
- 2004 – Për ju